# Condado de Liberty (Texas)
El condado de Liberty es uno de los 254 condados del estado norteamericano de Texas. La sede del condado es Liberty. El condado tiene un área de 3046 km²(de los cuales 41 km² están cubiertos por agua) y una población de 70 154 habitantes, para una densidad de población de 23 hab/km² (según censo nacional de 2000). Este condado fue fundado en 1836.

## Geografía

### Condados vecinos
- Polk  (norte)
- Hardin  (este)
- Jefferson  (sudeste)
- Chambers  (sur)
- Harris  (suroeste)
- Montgomery  (oeste)
- San Jacinto  (noroeste)

## Demografía
Para el censo de 2000, había  personas, 23.242 cabezas de familia, y 17.756 familias residiendo en el condado. La densidad de población era de 60 habitantes por milla cuadrada.
La composición racial del condado era:
- 78.90% blancos
- 12.82% negros o negros americanos
- 0.47% nativos americanos
- 0.32% asiáticos
- 0.03% isleños
- 6.03% otras razas
- 1.43% de dos o más razas.

Había 23.242 cabezas de familia, de las cuales el 38.10% tenían menores de 18 años viviendo con ellas, el 60.50% eran parejas casadas viviendo juntas, el 11.40% eran mujeres cabeza de familia monoparental (sin cónyuge), y 23.60% no eran familias.
El tamaño promedio de una familia era de 3 miembros.
En el condado el 27.60% de la población tenía menos de 18 años, el 9.20% tenía de 18 a 24 años, el 31.60% tenía de 25 a 44, el 21.40% de 45 a 64, y el 10.30% eran mayores de 65 años. La edad promedio era de 34 años. Por cada 100 mujeres había 95.70 hombres. Por cada 100 mujeres mayores de 18 años había 92.40 hombres.

### Evolución demográfica
A continuación se presenta una tabla que muestra la evolución de la población entre 1900 y 1990
| Año        | 1900 | 1910  | 1920  | 1930  | 1940  | 1950  | 1960  | 1970  | 1980  | 1990  |
| ---------- | ---- | ----- | ----- | ----- | ----- | ----- | ----- | ----- | ----- | ----- |
| Habitantes | 8102 | 10686 | 14637 | 19868 | 24541 | 26729 | 31595 | 33014 | 47088 | 52726 |

## Economía
Los ingresos medios de una cabeza de familia del condado eran de USD$38.361 y el ingreso medio familiar era de $43.744. Los hombres tenían unos ingresos medios de $37.957 frente a $22.703 de las mujeres. El ingreso per cápita del condado era de $15.539. El 11.10% de las familias y el 14.30% de la población estaban debajo de la línea de pobreza. Del total de gente en esta situación, 18.30% tenían menos de 18 y el 15.00% tenían 65 años o más.

## Localidades importantes
| - Ames - Cleveland - Daisetta - Dayton Lakes | - Devers - Dayton - Hardin - Kenefick | - Liberty - Mont Belvieu (La mayor parte se encuentra en el condado de Chambers) - North Cleveland - Plum Grove |

### Otras comunidades
| - Davis Hill - Dolen - Eastgate - Hightower - Hull | - Macedonia - Moss Bluff - Moss Hill - Rayburn - Raywood | - Romayor - Rye - Tarkington Prairie |